# Bão Doug (1994)
Bão Doug, được biết đến ở Philippines với tên gọi Bão Ritang, là cơn bão cấp 5 duy nhất của mùa bão Tây Bắc Thái Bình Dương 1994. Là cơn bão thứ 13 được đặt tên và siêu bão thứ hai của mùa bão, Doug hình thành từ đoạn cuối phía Đông của một rãnh gió mùa và nó đã phát triển thành một áp thấp nhiệt đới trong ngày 2 tháng 8. Sau khi di chuyển về phía Tây và mạnh lên nhanh chóng, cơn bão đã đạt đỉnh với áp suất 925 mbar (hPa, 27,3 inHg) cùng sức gió 160 dặm/giờ (260 km/giờ) trước khi đi sượt dọc đường bờ biển Đài Loan. Một thời gian sau, Doug đổ bộ lên khu vực gần Thượng Hải, Trung Quốc với trạng thái áp thấp nhiệt đới. Cơn bão khiến 26 người thiệt mạng và gây tổn thất 110 triệu USD (USD 1994) tại Đài Loan, đồng thời nó cũng đã tác động đến Triều Tiên.

## Lịch sử khí tượng
Vào ngày 2 tháng 8, vùng nhiễu động nhiệt đới nằm trên khu vực phía Tây - Tây Bắc Guam thuộc đoạn cuối phía Đông của một rãnh gió mùa đã phát triển thành một áp thấp nhiệt đới. Chỉ vài giờ sau, áp thấp nhiệt đới đã mạnh lên thành bão nhiệt đới và nó được Trung tâm Cảnh báo Bão Liên hợp (JTWC) chỉ định cho cái tên Doug. Hệ thống di chuyển về phía Tây với vận tốc 13 km/giờ và tiếp tục mạnh thêm, trở thành một cơn bão nhiệt đới dữ dội trong tối ngày mùng 3. 18 giờ sau, Doug đã đạt đến cấp độ bão cuồng phong, với mắt bão dần trở nên rõ nét. Đến ngày 6 tháng 8, Doug đạt cấp độ siêu bão với vận tốc gió tối đa 160 dặm/giờ (260 km/giờ) và áp suất trung tâm tối thiểu 925 mbar (hPa; 27,3 inHg).
Trong vài ngày tiếp theo, Doug di chuyển theo hướng Tây - Tây Bắc và nó đã đi sượt dọc đường bờ biển phía Tây Bắc Đài Loan trong sáng sớm ngày mùng 8. Tại Đài Loan cơn bão đã làm 26 người chết cùng 4 trường hợp mất tích được báo cáo. Có khoảng 126 ngôi nhà bị sập và 453 ngôi nhà khác bị hư hại. Điện và nước cung cấp cho 100.000 người đã bị cắt và tổng thiệt hại ước tính khoảng 4 tỉ Tân Đài tệ (trị giá năm 1994). Sau khi quét qua vùng Bắc Đài Loan, Doug di chuyển theo hướng Bắc rồi đến Đông Bắc trên biển Hoa Đông và suy yếu dần. Đến ngày mùng 9 cơn bão giảm cấp xuống còn bão nhiệt đới dữ dội và sang ngày mùng 10 là bão nhiệt đới. Trong vài ngày tiếp theo, Doug đã thực hiện một vòng lặp trong quỹ đạo trên biển Hoàng Hải trước khi đổ bộ vào Thượng Hải trong ngày 11. Cuối ngày hôm đó, hệ thống chuyển đổi thành xoáy thuận ngoại nhiệt đới và những tàn dư của nó đã biến mất vào ngày hôm sau.

## Tác động
Hai chảo vệ tinh thu sóng đã bị rơi tại thủ đô Đài Bắc khi Doug đi sượt qua Đài Loan với gió giật đạt vận tốc lên tới 89 dặm/giờ (143 km/giờ) cùng mưa lớn. Những trận lở đất được tạo ra từ bão đã làm 10 người chết và 41 người khác bị thương. Cây cối bị bật gốc còn những chiếc xe thì bị thổi bay khỏi các tuyến đường. Có ba người mất tích và 300 người mất nhà cửa.
Một chiếc máy bay Airbus A300 của hãng hàng không Korean Airlines đã bị trượt khỏi đường băng và phát nổ sau nỗ lực nhằm hạ cánh lên đảo Cheju, tuy nhiên toàn bộ 160 người trên chiếc máy bay đã được cứu thoát và không có trường hợp bị thương nghiêm trọng. Các nhân viên đã đẩy hành khách thoát xuống qua máng trượt trong màn khói và mưa. Vụ tai nạn xảy ra không lâu sau thời điểm 11 giờ trưa khi phi công của chuyến bay 2033 khởi hành từ Seoul đến Cheju thực hiện một nỗ lực thứ hai để hạ cánh xuống đường băng bên bờ biển trong điều kiện gió rất mạnh lên tới 64 dặm/giờ (103 km/giờ) và mưa lớn. Trạm y tế Cheju đã điều trị những vết thương nhẹ cho 7 hành khách và một thành viên phi hành đoàn.
Tổng cộng, bão Doug đã khiến 26 người thiệt mạng và tổn thất ước tính là 110 triệu USD (1994 USD) tại Đài Loan.